# St. Johann Evangelist (Köln)
| \| \|                                                         |
| St. Johann Evangelist vor dem unvollendeten Kölner Dom (1531) |
| Nur ein Punkt                                                 |

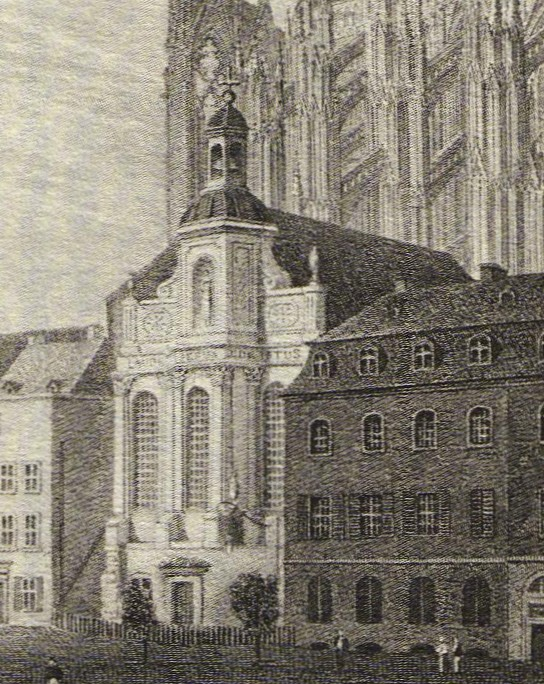
Der barocke Bau 1824

St. Johann Evangelist ist der Name einer ehemaligen Pfarrkirche und Pfarrei in Köln, die auf der Südseite des Kölner Doms auf dem Domhof stand. Die Kirche diente zeitweilig als Hauskapelle des Kölner Erzbischofs.

## Geschichte
Um 1000 wurde auf dem Domhof eine doppelgeschossige Pfalzkapelle (Kirche für die Herrscherfamilie) gebaut, die als St. Johannis in curia geweiht wurde; erst später tauchte der Name St. Johann Evangelist auf. Der Kunsthistoriker Jansen vermutet mit Hinweis auf eine vergleichbare Situation in Worms, dass die Kapelle die ursprüngliche Taufkapelle des Kölner Doms gewesen sein könnte. Da die Kapelle jedoch mit dem Bischofspalast verbunden war und architektonisch der um 1035 errichteten Marienkapelle der Kaiserpfalz Goslar nahesteht, nimmt der Kunsthistoriker Klaus Gereon Beuckers an, dass es sich um eine von Erzbischof Hermann II. (* um 995; † 1056) errichtete Palastkapelle der Kölner Erzbischöfe handelte, in deren Architektur das Selbstverständnis wie auch die Herrschernähe des Bauherren Ausdruck gefunden hatte.
Um 1250 erfolgte ein Neubau im rheinischen Übergangsstil von Romanik zu Gotik. Ende des 14. Jahrhunderts wurde der vorherige Friedhof von St. Mariengraden der Pfarre St. Johann Evangelist übertragen.
1743 brannte St. Johann Evangelist nieder. 1744 bis 1747 wurde sie daraufhin in barockem Stil neu errichtet und ausgestattet.

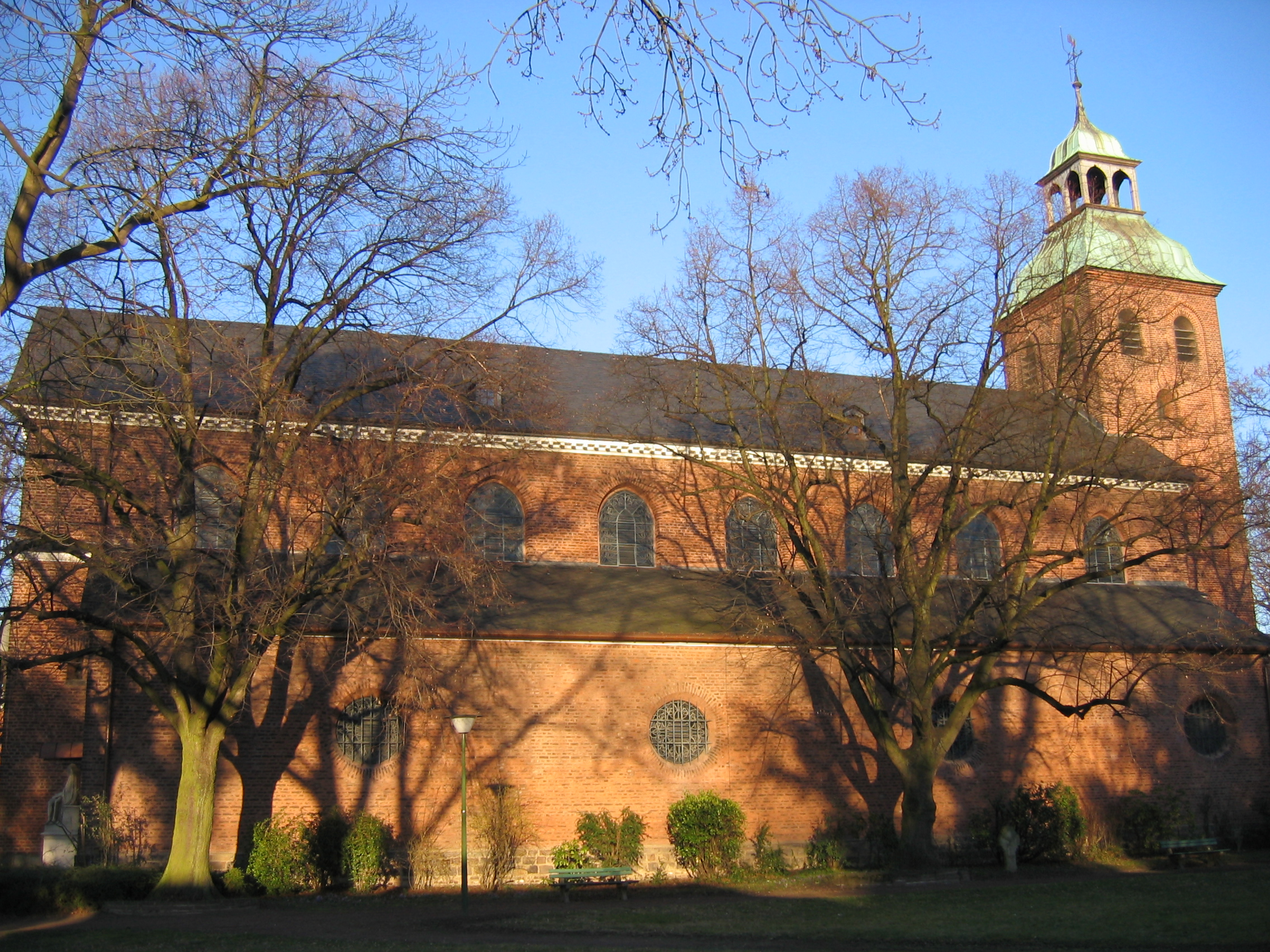
Ähnliche Grundfläche wie der Barockbau: St. Remigius in Sürth erhielt Teile der letzten Ausstattung von St. Johann Evangelist

Im Zuge der Säkularisation wurde St. Johann Evangelist, wie viele andere Kirchen, als Pfarrkirche aufgehoben. 1828/1829, als der Kölner Dom freigelegt wurde, wurde die ehemalige Pfarrkirche abgebrochen. Das bedeutendste Stück der Ausstattung von St. Johann Evangelist, den Bischofsstuhl der Kirche, erhielt Matthias Joseph de Noël (* 1782; † 1849), ein Kaufmann, Maler, Kunstsammler und erster Konservator des ersten Kölner Museums Wallrafianum (Vorgänger von unter anderem dem Wallraf-Richartz-Museum). Die übrige zu diesem Zeitpunkt existierende Ausstattung des Sakralbaus wurde fast vollständig von Peter Andreas Breuer (* 1757; † 1841), Hofgerichtsassessor am erzbischöflichen Gerichtshof und Universitätsprofessor, und seiner Ehefrau Maria Anna Juliana von Haupt (* 1787; † 1861; nach Breuers Tod ehelichte sie Matthias Joseph de Noël) aufgekauft, die gerade einen Neubau für St. Remigius in Köln-Sürth stifteten. Die vom Ehepaar Breuer erworbenen Stücke umfassten die Altäre, die Kanzel, die Kommunionbank und die Beichtstühle; sie alle wurden für den 1828 bis 1830 errichteten Neubau benutzt. Auffällig ist, dass sich die Grundflächen beider Kirchen ähneln, eine Nische in St. Remigius genau den Beichtstuhl von St. Johann Evangelist fasst und Sitzbänke und Kommunionsbank genau in das Mittelschiff passen; deswegen wird angenommen, dass die Ausstattung von St. Johann Evangelist bei den Entwürfen für St. Remigius bereits eingeplant wurde. Trotz einiger Veränderungen in St. Remigius steht ein Teil der Ausstattung von St. Johann Evangelist noch heute in dem Sürther Sakralbau.
Im Mai und Juni 1969 wurden auf der Fläche des abgebrochenen Sakralbaus unter Otto Doppelfeld Ausgrabungen vorgenommen.